# Thrigmopoeinae
Thrigmopoeinae is een onderfamilie van spinnen behorend tot de vogelspinnen (Theraphosidae). Ze komen van nature voor op het westelijke en zuidelijke deel van het Indisch Subcontinent. Ze zijn vrij klein: soorten uit het geslacht Haploclastus worden tussen de 25 en 55 mm lang, soorten uit het geslacht Thrigmopoeus 40 tot 55 mm.
Aangezien ze geen brandharen bezitten, zullen ze vijanden eerst waarschuwen door te striduleren en dan pas te bijten.

## Taxonomie
- Geslacht Haploclastus
  - Soort Haploclastus cervinus
  - Soort Haploclastus nilgirinus
  - Soort Haploclastus robustus
  - Soort Haploclastus validus
- Geslacht Thrigmopoeus
  - Soort Thrigmopoeus insignis
  - Soort Thrigmopoeus truculentus